# Benthopecten acanthonotus
Benthopecten acanthonotus is een zeester uit de familie Benthopectinidae.
De wetenschappelijke naam van de soort werd in 1905 gepubliceerd door Walter Kenrick Fisher.